# Scaphiophis albopunctatus
Espèce
Scaphiophis albopunctatus  est une espèce de serpents de la famille des Colubridae.

## Répartition
Cette espèce se rencontre en Ouganda, au Kenya, en Tanzanie, en Zambie, au Soudan du Sud, au Rwanda, au Burundi, en République démocratique du Congo, en République du Congo, en République centrafricaine, au Cameroun, au Nigeria, au Togo, au Bénin, au Ghana, en Côte d'Ivoire, au Liberia, au Sierra Leone, en Guinée et en Éthiopie.

## Publication originale
- Peters, 1870 : Eine Mitteilung über neue Amphibien (Hemidactylus, Urosaura, Tropidolepisma, Geophis, Uriechis, Scaphiophis, Hoplocephlaus, Rana, Entomogossus, Cystignathus, Hylodes, Arthroleptis, Phyllobates, Cophomantis) des Königlich-zoologischen Museums. Monatsberichte der Königlich Preußischen Akademie der Wissenschaften zu Berlin, vol. 1870, p. 641-652 (texte intégral).